# Lindsaea genkofolia
Lindsaea genkofolia là một loài dương xỉ trong họ Lindsaeaceae. Loài này được St. mô tả khoa học đầu tiên năm 1833.
Danh pháp khoa học của loài này chưa được làm sáng tỏ. 